# Seiwa
Seiwa (清和天皇; 10 maggio 850 – 7 gennaio 881) è stato il 56º imperatore del Giappone.

## Biografia
L'Imperatore Seiwa salì al trono nell'858 a otto anni, e regnò fino all'876, cedendo poi il trono a suo figlio Yōzei. Yozei fu poi deposto sette anni dopo dallo zio di Seiwa, Kōkō.
Sebbene nessun imperatore sarebbe mai più scaturito dalla discendenza di Seiwa, questa diede origine al potente clan Seiwa Genji, governò sia nello Shogunato di Kamakura che in quello di Ashikaga.